# 国際宝飾展
国際宝飾展（こくさいほうしょくてん）は、年に一度、東京で行われる宝飾品の展示会。IJT（International Jewellery Tokyo）ともいわれる。宝飾関係者向けの展示会であり、商談を目的としている。会場は東京国際展示場。
またイベントとして、「日本ジュエリーベストドレッサー賞」、「ブライダルジュエリープリンセス」（2007年 - 2011年）、「クリスマスジュエリープリンセス」（2015年 - ）の両授賞式が併催されていた。

## 概要
第1回は1990年で、以来毎年1月に東京国際展示場（ビッグサイト）で開催されている。宝飾展としては日本最大で、規模は出展側が世界36か国から約1600社、バイヤー側は約38,000名が来場とされている。入場には招待券か来賓証が必要で、当日券は販売されていない。主催はRX Japanと日本ジュエリー協会。
また5月には神戸国際展示場にて、同種の展示会である神戸国際宝飾展 (IJK) が開催されている。

## 日本ジュエリーベストドレッサー賞
日本ジュエリーベストドレッサー賞は、日本ジュエリー協会主催の著名人に贈られる賞。過去一年を通じて「最も輝いていた人」「最もジュエリーが似合う人」「今後もさらにジュエリーを身に付けて欲しい人」を選考、表彰するとされる。賞は世代別で、男性部門もある。授賞式は7月にTOKYO JEWELRYFESのレセプション・パーティーにて行われる。
第20回（2009年）の際には、20周年記念イベントとして、歴代受賞者の来場セレモニーも行われた。

### 歴代受賞者
| 回     | 年度   | 10代部門     | 20代部門   | 30代部門       | 40代部門   | 50代部門   | 60代以上部門     | 男性部門             |
| ------ | ------ | ------------ | ---------- | -------------- | ---------- | ---------- | ---------------- | -------------------- |
| 第1回  | 1990年 | －           | 紺野美沙子 | 池上季実子     | 村山勝美   | 芳村真理   | －               | －                   |
| 第2回  | 1991年 | －           | 安田成美   | 古手川祐子     | 沢田研二   | 岩下志麻   | －               | －                   |
| 第3回  | 1992年 | －           | 今井美樹   | 島田陽子       | 阿川泰子   | 若尾文子   | －               | 岡田真澄             |
| 第4回  | 1993年 | －           | 牧瀬里穂   | 名取裕子       | 篠ひろ子   | 佐久間良子 | －               | 山城新伍             |
| 第5回  | 1994年 | －           | 松雪泰子   | 樋口可南子     | 小池百合子 | 野際陽子   | －               | カールスモーキー石井 |
| 第6回  | 1995年 | －           | 石田ゆり子 | 黒木瞳         | 和田アキ子 | 三田佳子   | －               | 鹿賀丈史             |
| 第7回  | 1996年 | －           | 飯島直子   | 石川さゆり     | 田丸美寿々 | 浅丘ルリ子 | －               | －                   |
| 第8回  | 1997年 | －           | 梅宮アンナ | かたせ梨乃     | 小林幸子   | 中村玉緒   | 森英恵           | －                   |
| 第9回  | 1998年 | －           | 鶴田真由   | 川島なお美     | 小柳ルミ子 | 島倉千代子 | 朝丘雪路         | 小林旭               |
| 第10回 | 1999年 | ともさかりえ | 松嶋菜々子 | 高島礼子       | 天童よしみ | 五月みどり | 雪村いづみ       | 佐々木主浩           |
| 第11回 | 2000年 | 加藤あい     | 安室奈美恵 | 財前直見       | 安藤優子   | 瀬川瑛子   | 市原悦子         | 高橋由伸             |
| 第12回 | 2001年 | 深田恭子     | 本上まなみ | 中村江里子     | 林真理子   | 木の実ナナ | デヴィ・スカルノ | 西城秀樹             |
| 第13回 | 2002年 | 上原多香子   | 米倉涼子   | 川原亜矢子     | 萬田久子   | 由美かおる | 白川由美         | 新庄剛志             |
| 第14回 | 2003年 | 上戸彩       | 菊川怜     | 小島奈津子     | 浅田美代子 | 松坂慶子   | 黒柳徹子         | 氷川きよし           |
| 第15回 | 2004年 | 後藤真希     | 伊東美咲   | 水野真紀       | 黒木瞳     | 桃井かおり | 十朱幸代         | 坂口憲二             |
| 第16回 | 2005年 | 松浦亜弥     | 長谷川京子 | 天海祐希       | 大竹しのぶ | 秋吉久美子 | 野際陽子         | 中村獅童             |
| 第17回 | 2006年 | BoA          | 小雪       | 深津絵里       | 大地真央   | 小池百合子 | 八千草薫         | 清原和博             |
| 第18回 | 2007年 | 長澤まさみ   | 倖田來未   | 篠原涼子       | YOU        | 阿川佐和子 | 岩下志麻         | 速水もこみち         |
| 第19回 | 2008年 | 堀北真希     | 加藤ローサ | 中谷美紀       | 江角マキコ | 風吹ジュン | 阿木燿子         | 谷原章介             |
| 第20回 | 2009年 | 成海璃子     | 広末涼子   | 滝川クリステル | 真矢みき   | 夏木マリ   | 森山良子         | 松山ケンイチ         |
| 第21回 | 2010年 | 福田沙紀     | ベッキー   | 観月ありさ     | 大塚寧々   | 戸田恵子   | 髙橋真梨子       | 佐藤隆太             |
| 第22回 | 2011年 | 前田敦子     | 黒木メイサ | 木村佳乃       | 草刈民代   | 高畑淳子   | 八代亜紀         | 伊藤英明             |
| 第23回 | 2012年 | 武井咲       | 大島優子   | 米倉涼子       | 檀れい     | 余貴美子   | 浅丘ルリ子       | 佐藤浩市             |
| 第24回 | 2013年 | 川島海荷     | 剛力彩芽   | 松嶋菜々子     | 永作博美   | 高橋惠子   | 由紀さおり       | 東山紀之             |
| 第25回 | 2014年 | 川口春奈     | 吉高由里子 | 吉瀬美智子     | 鈴木保奈美 | 浅野温子   | 竹下景子         | 市原隼人             |
| 第26回 | 2015年 | 橋本環奈     | 桐谷美玲   | 深田恭子       | 宮沢りえ   | 片平なぎさ | 伊藤蘭           | 哀川翔               |
| 第27回 | 2016年 | 小松菜奈     | 井上真央   | 松下奈緒       | 吉田羊     | 沢口靖子   | 和田アキ子       | DAIGO                |
| 第28回 | 2017年 | 中条あやみ   | 西内まりや | 柴咲コウ       | 石田ゆり子 | 賀来千香子 | 桃井かおり       | 三浦春馬             |
| 第29回 | 2018年 | 岡田結実     | 菜々緒     | 上戸彩         | 遼河はるひ | 浅野ゆう子 | 大竹しのぶ       | 福士蒼汰             |
| 第30回 | 2019年 | 浜辺美波     | 吉岡里帆   | 橋本マナミ     | 常盤貴子   | 紫吹淳     | 森昌子           | 舘ひろし             |
| 第31回 | 2020年 | Kōki,        | 有村架純   | 木村文乃       | 藤原紀香   | 松下由樹   | 原田美枝子       | 田中圭               |
| 第32回 | 2021年 | 森七菜       | 新木優子   | 戸田恵梨香     | 小池栄子   | 斉藤由貴   | 田中美佐子       | 横浜流星             |
| 第33回 | 2022年 | 芦田愛菜     | 広瀬アリス | 佐々木希       | アンミカ   | 真矢ミキ   | 宮崎美子         | 北村匠海             |
| 第34回 | 2023年 | ラウール     | 永野芽郁   | 田中みな実     | 松嶋菜々子 | 永作博美   | 大地真央         | －                   |
| 第35回 | 2024年 | －           | 橋本環奈   | 白石麻衣       | MEGUMI     | 篠原涼子   | －               | －                   |
| 第36回 | 2025年 | －           | 芳根京子   | 仲里依紗       | 松本若菜   | 藤原紀香   | －               | －                   |

### 特別賞受賞者
- ジュリー・ドレフュス（1992年）
- ヒロコ・グレース（1993年）
- 高橋尚子（2001年）
- 松坂大輔（2008年）
- イ・ビョンホン、鳩山幸（2010年）
- ウォンビン、蓮舫（2011年）
- 少女時代、本田圭佑（2012年）
- KARA、内村航平（2013年）
- 松本潤（2014年）
- 髙橋大輔、May J.（2015年）
- ももいろクローバーZ、市川海老蔵（2016年）
- 福原愛（2017年）
- 浅丘ルリ子、村田諒太（2018年）
- コシノジュンコ、加山雄三（2019年）
- 浅田真央、高橋英樹（2020年）
- 内田篤人（2021年）
- 水谷隼（2022年）
- 渡辺直美、瀬戸康史（2024年）
- 山田涼介、藤本美貴、庄司智春（2025年）

## ブライダルジュエリープリンセス
ブライダルジュエリープリンセスは日本ジュエリー協会主催による著名人に贈られる賞。2007年から2011年まで開催。「ブライダルジュエリーのイメージリーダーとして最もふさわしい著名人」を表彰する、とされている。表彰式においては、受賞者はウエディングドレス姿で登場する

### 歴代受賞者
- 第1回 2007年 優香、安めぐみ
- 第2回 2008年 小林麻央、安田美沙子
- 第3回 2009年 平山あや、皆藤愛子
- 第4回 2010年 スザンヌ、南明奈
- 第5回 2011年 大島優子、福田沙紀

## クリスマスジュエリープリンセス賞
クリスマスジュエリープリンセスは国際宝飾展において著名人に贈られる賞。2015年に設けられた。「クリスマスにジュエリーをプレゼントしたい女性著名人」を表彰する、とされている。
| 回    | 年度   | 女優部門   | モデル部門     | タレント部門 | 歌手部門 | 特別賞   |
| ----- | ------ | ---------- | -------------- | ------------ | -------- | -------- |
| 第1回 | 2015年 | 西内まりや | -              | マギー       | -        | 橋本環奈 |
| 第2回 | 2016年 | 土屋太鳳   | トリンドル玲奈 | 河北麻友子   | 乃木坂46 | 加藤綾子 |
| 第3回 | 2017年 | 川島海荷   | 藤田ニコル     | -            | miwa     | 指原莉乃 |

（部門・その他は順不同）